# Samut Songkhram City FC
Der Samut Songkhram City Football Club (thailändisch สโมสรฟุตบอลสมุทรสงคราม ซิตี้) ist ein thailändischer Fußballverein aus der Provinz Samut Songkhram. Der Verein spielt ab der Saison 2024/25 in der Western Region der dritten Liga.

## Geschichte
Der Verein wurde 2021 gegründet. 2022 startete man in der Western Region der Thailand Amateur League. 2023 nahm man an keinem Wettbewerb teil. 2023 spielte der Klub in der neugeschaffenen Thailand Semi-Pro League. Hier trat man ebenfalls in der Western Region an. Am Ende der Saison 2024 feierte man die Meisterschaft der Region sowie den Aufstieg in die dritte Liga.

## Erfolge
- Thailand Semi-Pro League – West: 2024  ▲

## Stadion

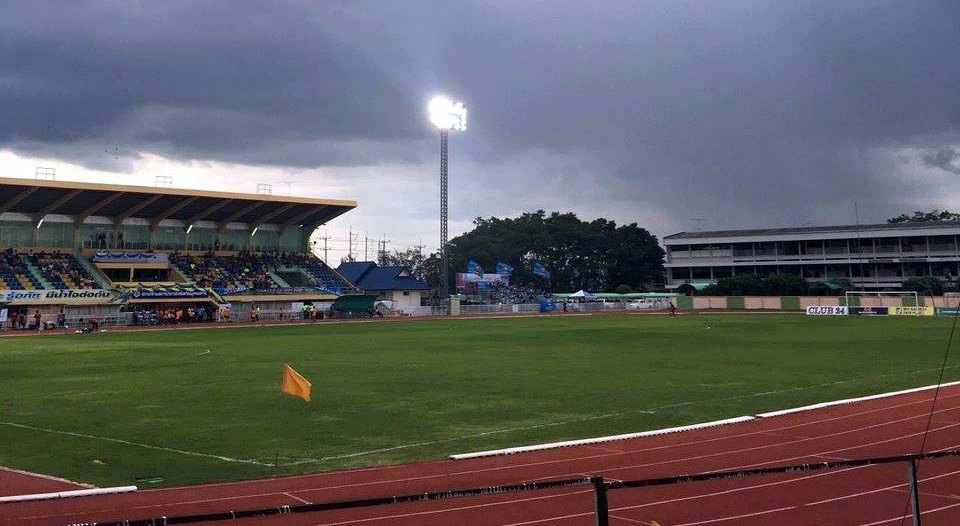
Samut Songkhram Stadium

Der Verein trägt seine Heimspiele im Samut Songkhram Stadium (thailändisch สนามกีฬากลางจังหวัดสมุทรสงคราม) in Samut Songkhram aus. Das Stadion hat ein Fassungsvermögen von 6000 Personen.

## Saisonplatzierung
| Saison  | Liga                            | Liga            | Liga            | Liga            | Liga            | Liga            | Liga            | Liga            | Liga            | Pokal           | Pokal                  | Pokal        |
| Saison  | Liga                            | Level           | Spiele          | S               | U               | N               | Tore            | Punkte          | Position        | FA Cup          | League Cup             | T3 Cup       |
| ------- | ------------------------------- | --------------- | --------------- | --------------- | --------------- | --------------- | --------------- | --------------- | --------------- | --------------- | ---------------------- | ------------ |
| 2022    | Thailand Amateur League – West  | 4               | 5               | 4               | 1               | 0               | 14:4            | 13              |                 | –               | –                      |              |
| 2023    | Keine Teilnahme                 | Keine Teilnahme | Keine Teilnahme | Keine Teilnahme | Keine Teilnahme | Keine Teilnahme | Keine Teilnahme | Keine Teilnahme | Keine Teilnahme | Keine Teilnahme | Keine Teilnahme        |              |
| 2024    | Thailand Semi-Pro League – West | 4               | 6               | 3               | 2               | 1               | 12:6            | 11              | 1. ▲            | –               | –                      |              |
| 2024/25 | Thai League 3                   | 3               | 22              | 7               | 6               | 9               | 34:35           | 27              | 6.              | –               | 1. Qualifikationsrunde | Gruppenphase |

## Aktueller Kader
Stand: 1. Februar 2025
| Nr. |          | Position | Name                      |
| --- | -------- | -------- | ------------------------- |
| 1   | Thailand | TW       | Poorinut Kwangdang        |
| 2   | Thailand | AB       | Nathaphong Faksuwan       |
| 5   | Thailand | AB       | Warawoot Suphakomnoed     |
| 6   | Thailand | MF       | Datchrit Chotichujtipisal |
| 7   | Thailand | MF       | Teeranan Saenta           |
| 8   | Thailand | MF       | Natee Tampradab           |
| 9   | Thailand | ST       | Thanawin Tanthatemi       |
| 10  | Thailand | MF       | Kulawat Hatsathaphan      |
| 11  | Thailand | MF       | Athiwat Prayoon           |
| 12  | Thailand | AB       | Taechakorn Khuntiangtam   |
| 13  | Thailand | AB       | Phitchakon Chamchiam      |
| 14  | Thailand | MF       | Boonyachat Kohklang       |
| 19  | Thailand | MF       | Kritchanol Jantarasakul   |
| 23  | Iran     | AB       | Amir Mohammad Karamdar    |
| 24  | Thailand | AB       | Abubar Tohreng            |

| Nr. |           | Position | Name                       |
| --- | --------- | -------- | -------------------------- |
| 28  | Thailand  | MF       | Thossaporn Bunlapsathaporn |
| 29  | Thailand  | MF       | Pakpoom Poomsongtham       |
| 31  | Thailand  | AB       | Chrischa Navio             |
| 32  | Thailand  | ST       | Jaturaput Moolsai          |
| 41  | Thailand  | ST       | Peeraphat Tingtae          |
| 42  | Thailand  | AB       | Krit Kukuan                |
| 43  | Nigeria   | ST       | Pascal Ozioma Ugwuoke      |
| 44  | Thailand  | MF       | Ananchai Thepsudee         |
| 45  | Thailand  | ST       | Jarukit Nocon              |
| 46  | Thailand  | AB       | Worapol Tangtong           |
| 47  | Brasilien | ST       | Leonardo Pimentel          |
| 48  | Thailand  | AB       | Teeradon Poonsawat         |
| 50  | Thailand  | TW       | Nateethan Unruenrung       |
| 60  | Thailand  | TW       | Surasak Thongoon           |